# Grevillea aspleniifolia
Espèce
Classification phylogénétique
Grevillea aspleniifolia est une espèce de plantes à fleurs de la famille des Proteaceae. C'est un arbuste élancé de 1 à 5 mètres de haut endémique de Nouvelle-Galles du Sud en Australie. Les feuilles sont longues et étroites, finement dentées ou entières. Les fleurs, en grappes, d'un rouge foncé, sont toutes orientées dans le même sens.